# Ломбі
Ло́мбі (ест. Lombi küla) — село в Естонії, у волості Тарту повіту Тартумаа.

## Населення
Чисельність населення на 31 грудня 2011 року становила 133 особи.

## Географія
Село межує з північною околицею селища Кирвекюла.